# Emerich Meissl
Emerich Meissl (auch Emmerich Meissl, * 10. April 1855 in Wien; † 15. Februar 1905 ebenda) war ein österreichischer Agrikulturchemiker.

## Leben
Emerich Meissl wurde 1855 in Wien geboren und studierte an der dortigen Technischen Hochschule sowie an der Universität Heidelberg. Nach seiner Promotion im Jahr 1874 war er bis 1898 an der k. k. Landwirtschaftlich-chemischen Versuchsstation in Wien tätig. Ab 1875 war er dort Assistent, ab 1880 Adjunkt und ab 1886 Direktor des Instituts. Im Jahr 1886 habilitierte er auch an der k. k. Hochschule für Bodenkultur. 1893 erhielt er den Titel Professor. Ab 1889 war er Ministerialrat im k. k. Ackerbauministerium. Er gehörte 1897 zu den Gründungsmitgliedern der Gesellschaft Österreichischer Chemiker.
Meissl verbesserte eine von Emil Reichert entwickelte Methode zur Bestimmung flüchtiger Fettsäuren. Die Reichert-Meissl-Zahl, die als Kennzahl für Fette dient, wurde nach ihnen benannt.